# Christiane Wartenberg
Christiane Wartenberg (z domu Stoll, ur. 27 października 1956 w Prenzlau) – wschodnioniemiecka lekkoatletka, specjalizująca się w biegach średniodystansowych, dwukrotna uczestniczka igrzysk olimpijskich w latach 1976 i 1980, srebrna medalistka olimpijska z 1980 r. z Moskwy, w biegu na 1500 metrów. 
Żona skoczka w dal Franka Wartenberga.

## Finały olimpijskie
- 1980 – Moskwa, bieg na 1500 m – srebrny medal

## Inne osiągnięcia
- trzykrotna mistrzyni NRD w biegu na 1500 m – 1979, 1980, 1983[1]
- trzykrotna halowa mistrzyni NRD w biegu na 1500 m – 1980, 1984, 1985[2]
- 1978 – Mediolan, halowe mistrzostwa Europy – 5. miejsce w biegu na 1500 m
- 1984 – Praga, Przyjaźń-84 – 5. miejsce w biegu na 1500 m

## Rekordy życiowe
- bieg na 1500 m – 3:57,71 – Moskwa 01/08/1980